# Barthélémy Mayéras
Pour les articles homonymes, voir Mayeras.
Barthélemy Mayéras est un homme politique français né le 3 août 1879 à Limoges (Haute-Vienne) et décédé le 2 octobre 1942 à Eymoutiers (Haute-Vienne).
Répétiteur, conservateur à la bibliothèque de Limoges, journaliste, il s'installe à Paris où il devient conseiller général en 1912 et député de la Seine de 1914 à 1919. Militant socialiste au Parti ouvrier de France, il rejoint ensuite la SFIO, dont il devient membre de la commission administrative. 

## Sources
- « Barthélémy Mayéras », dans le Dictionnaire des parlementaires français (1889-1940), sous la direction de Jean Jolly, PUF, 1960 [détail de l’édition]